# کیا کادنزا
کیا کادنزا خودرویی است که از سال ۲۰۱۰ ساخت آن در کیا موتورز آغاز شد. موتور مدل ۲۰۱۱ آن دارای موتور ۳٫۵ لیتری می‌باشد که قادر به تولید ۲۹۳ اسب بخار می‌باشد و دارای یک گیربکس ۶ دندهٔ اتوماتیک می‌باشد. این ماشین محور جلو می‌باشد و مصرف سوخت آن در هر صد کیلومتر ۹٫۵ می‌باشد و صفر تا صدی معادل ۶٫۵ به‌طور میانگین دارد. از امکانات رفاهی این ماشین می‌توان به گرم کن و سردکن صندلی‌های جلو و گرم کن صندلی‌های عقب، ماساژِر صندلی راننده، موس عقب، گرم کن فرمان، مموری صندلی، پردهٔ عقب برقی پرداخت.
نسل جدید کیا کادنزا در سال ۲۰۱۷ به بازار عرضه گردید. این خودرو از ظاهری به روز و مدرن در کنار کابینی مجهز سود برده‌است.
برای کیا کادنزا مدل ۲۰۱۷ تنها یک پیشرانه شش سیلندر خورجینی ۲۴ سوپاپه ۳٫۳ لیتری به حجم دقیق ۳٫۳۴۲ سی‌سی در نظر گرفته شده‌است. این موتور توانایی تولید نیرویی معادل ۲۹۰ اسب بخار در دور موتور ۶٫۴۰۰ را داشته و حداکثر گشتاور تولیدی آن نیز برابر با ۲۵۳ پاوند بر فوت (معادل ۳۴۳ نیوتون متر) است که از دور موتور ۵٫۲۰۰ در اختیار راننده قرار می‌گیرد. این نیرو توسط یک جعبه دنده جدید ۸ سرعت اتوماتیک با قابلیت تعویض به صورت دستی به چرخ‌های جلویی منتقل می‌گردد.
کیا کادنزا مدل ۲۰۱۷ در سه تیپ مختلف به خریداران عرضه می‌گردد. این سه تیپ عبارتند از تیپ Premium، تیپ Technology، تیپ Limited که مجهزترین آن شامل امکانات صندلی راننده با قابلیت تنظیم در ۱۴ جهات مختلف به صورت الکتریکی صندلی سرنشین جلو با قابلیت تنظیم در ۱۰ جهت مختلف به صورت الکتریکی سیستم شارژ بدون سیم گوشی‌های تلفن همراه هوشمند سیستم نور بالای خودکار ترمز اضطراری خودکار سیستم کنترل هشدار برخورد از جلو سیستم دوربین کمکی ۳۶۰ درجه اطراف خودرو و سیستم صوتی حرفه‌ای مجهز به ۱۲ بلندگوی جداگانه ساخت شرکت هارمن کاردن است.

## نگارخانه

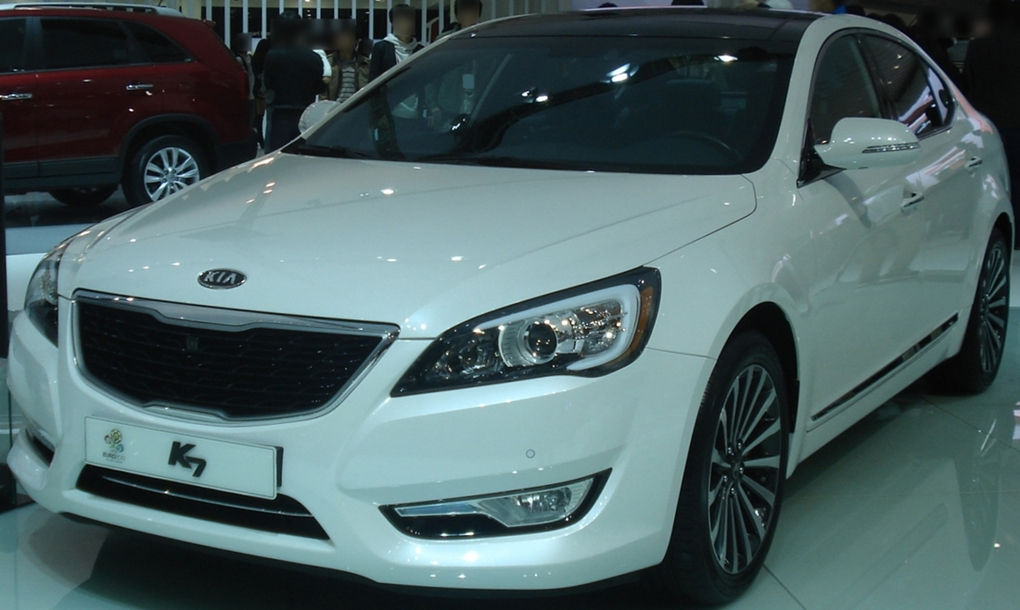
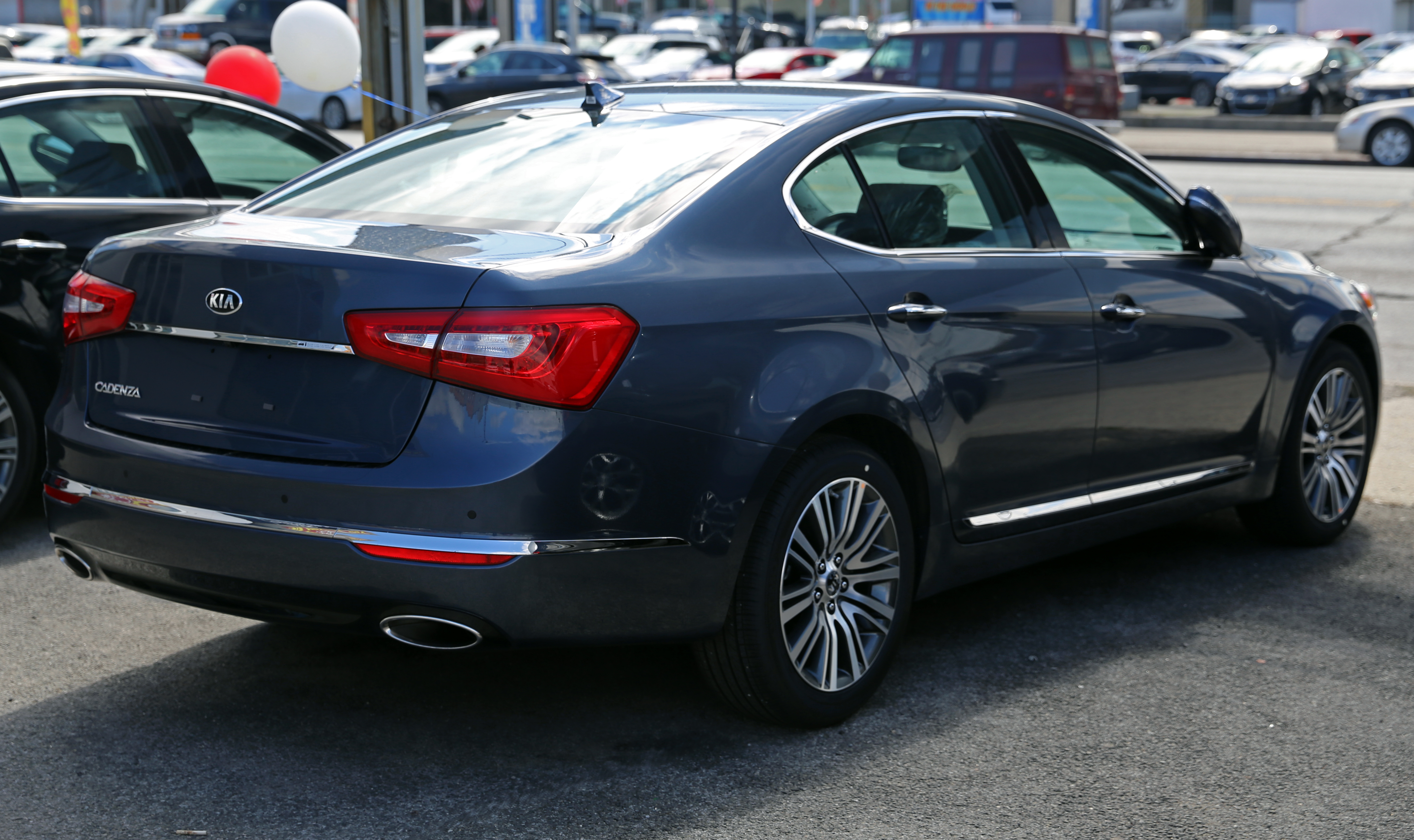